# Ruisseau de Léou
Le Ruisseau de Léou est une rivière du sud de la France sous-affluent du Tarn et de la Garonne.

## Géographie
De 10,3 km de longueur, il prend sa source sur la commune de Missècle dans le Tarn et se jette dans l'Agout en rive droite sur la commune de Damiatte

## Départements et villes traversées
- Tarn : Missècle, Cabanès, Moularès, Fiac, Teyssode, Damiatte.

## Principaux affluents
Le Ruisseau de Léou à trois petits affluents.